# 梅薮町
梅薮町（梅藪町、うめやぶちょう）は、愛知県豊橋市の地名。

## 地理
豊橋市北西部に位置する。東は前芝町・豊川市、西は豊川市御津町、南は三河湾、北は豊川市御津町、南西は新西浜町に接する。

### 河川・池沼
- 佐奈川

### 交通
- 国道23号

### 施設
- 観音寺
- 素戔嗚神社

## 歴史

### 沿革
- 江戸時代 - 三河国宝飯郡梅藪村として所在[2]。当初は吉田藩領、安永4年から磐城平藩領、寛政2年から幕府領、文化元年より再び吉田藩領[2]。
- 1889年（明治22年） - 前芝村大字梅藪となる[2]。
- 1955年（昭和30年） - 豊橋市梅藪町となる[2]。

### 人口の変遷
国勢調査による人口および世帯数の推移。
| 1995年（平成7年）  | 158世帯 700人 |  |
| 2000年（平成12年） | 137世帯 581人 |  |
| 2005年（平成17年） | 147世帯 531人 |  |
| 2010年（平成22年） | 149世帯 502人 |  |
| 2015年（平成27年） | 150世帯 478人 |  |
| 2020年（令和2年）  | 159世帯 453人 |  |

### WEB
1. 1 2  総務省統計局 (2022年2月10日). “令和2年国勢調査の調査結果(e-Stat) - 男女別人口，外国人人口及び世帯数－町丁・字等” (CSV). 2023年8月2日閲覧。
2. ↑  “愛知県豊橋市の町丁・字一覧”.   人口統計ラボ. 2023年4月13日閲覧。
3. ↑  “読み仮名データの促音・拗音を小書きで表記するもの(zip形式) 愛知県” (zip).   日本郵便 (2024年2月29日). 2024年3月26日閲覧。
4. ↑  “市外局番の一覧” (PDF).   総務省 (2022年3月1日). 2022年3月22日閲覧。
5. ↑  “ナンバープレートについて”.   一般社団法人愛知県自動車会議所. 2024年1月21日閲覧。
6. ↑  総務省統計局 (2014年3月28日). “平成7年国勢調査の調査結果(e-Stat) - 男女別人口及び世帯数 －町丁・字等” (CSV). 2021年7月20日閲覧。
7. ↑  総務省統計局 (2014年5月30日). “平成12年国勢調査の調査結果(e-Stat) - 男女別人口及び世帯数 －町丁・字等” (CSV). 2021年7月20日閲覧。
8. ↑  総務省統計局 (2014年6月27日). “平成17年国勢調査の調査結果(e-Stat) - 男女別人口及び世帯数 －町丁・字等” (CSV). 2021年7月21日閲覧。
9. ↑  総務省統計局 (2012年1月20日). “平成22年国勢調査の調査結果(e-Stat) - 男女別人口及び世帯数 －町丁・字等” (CSV). 2021年7月21日閲覧。
10. ↑  総務省統計局 (2017年1月27日). “平成27年国勢調査の調査結果(e-Stat) - 男女別人口及び世帯数 －町丁・字等” (CSV). 2021年7月21日閲覧。

### 書籍
1. 1 2  「角川日本地名大辞典」編纂委員会 1989, p. 1784.
2. 1 2 3 4  「角川日本地名大辞典」編纂委員会 1989, p. 235.